# بول مكغان
بول مكغان (بالإنجليزية: Paul McGann)‏ ممثل إنجليزي من مواليد 14 نوفمبر 1959.

## مواقع خارجية
- بول مكغان على موقع IMDb (الإنجليزية)
- بول مكغان على موقع روتن توميتوز (الإنجليزية)
- بول مكغان على موقع ألو سيني (الفرنسية)
- بول مكغان على موقع ميوزك برينز (الإنجليزية)
- بول مكغان على موقع تيرنر كلاسيك موفيز (الإنجليزية)
- بول مكغان على موقع أول موفي (الإنجليزية)
- بول مكغان على موقع قاعدة بيانات الأفلام السويدية (السويدية)
- بول مكغان على موقع إن إن دي بي (الإنجليزية)
- بول مكغان على موقع ديسكوغز (الإنجليزية)
- بول مكغان على موقع قاعدة بيانات الفيلم (الإنجليزية)